# Discographie d'Ève Angeli
Ève Angeli est l’interprète de 8 albums studio, 2 compilation dont 1 partagée avec Francky Vincent, et a publié 25 singles. À la suite d'une campagne de recherche de nouveaux talents sur l'antenne de NRJ, Eve sort son premier single, Avant de partir, un an plus tard. Il atteint la 4e place des ventes de singles durant l'été 2000, et devient disque de platine avec plus de 600 000 exemplaires vendus. Son premier album, Aime-moi, se classe double disque d’or.
Durant sa carrière, la chanteuse a vendu plus de 2 millions de disques.

## Singles
| Année | Single                                        | Classement des ventes | Album                       |
| Année | Single                                        | France                | Album                       |
| ----- | --------------------------------------------- | --------------------- | --------------------------- |
| 2000  | Avant de partir                               | 4                     | Aime-moi                    |
| 2001  | Elle                                          | 6                     | Aime-moi                    |
| 2001  | Je sais                                       | 30                    | Aime-moi                    |
| 2002  | C'est pour ça                                 | 72                    | Aime-moi                    |
| 2002  | Nos différences - Caught in the Middle (& A1) | 15                    | Nos différences             |
| 2003  | Ma prière                                     | 58                    | Nos différences             |
| 2003  | L'Amour que j'ai pour toi                     | 58                    | Nos différences             |
| 2003  | Love on the Dancefloor                        | -                     | Hysteria (album de Cerrone) |
| 2004  | Une chanson dans le cœur (Felicità)           | 11                    | Le Meilleur d'Ève Angeli    |
| 2005  | Viens                                         | 20                    | Viens                       |
| 2006  | Je vais t'aimer                               | 57                    | Viens                       |
| 2006  | La solitudine                                 | 57                    | Viens                       |
| 2006  | 1.2.3 J'irais Au Bois                         | —                     | —                           |
| 2007  | Na na naa, le zapping                         | —                     | Révolution                  |
| 2008  | Look Away                                     | —                     | Révolution                  |
| 2008  | Si tu m’oublies                               | —                     | Révolution                  |
| 2011  | Avant de partir (Remix)                       | —                     | —                           |
| 2012  | Une autre histoire                            | —                     | -                           |
| 2013  | Ta différence                                 | —                     | Être libre                  |
| 2014  | Une histoire inachevée                        | —                     | Être libre                  |
| 2014  | You Raise Me Up (feat. Adrien Abelli)         | —                     | Être libre                  |
| 2014  | Tourner la page                               | —                     | Être libre                  |
| 2018  | T'es chiante                                  | —                     | Le Binôme du Siècle         |
| 2020  | Fragile (feat. Zanarelli)                     | —                     | Je sème                     |
| 2022  | Je sème                                       | —                     | Je sème                     |
| 2023  | Couleur du cœur                               | —                     | Je sème                     |

## Reprises
- 2004 : Le Cœur des Femmes - Association Laurette Fugain
- 2007 : Hurt de Christina Aguilera - Tour 2007
- 2007 : Hot Stuff - Tour 2007
- 2009 : I Kissed a Girl de Katy Perry - La Marseillaise Tour
- 2009 : Fuck You de Lily Allen - France 2 (2009 : On a tout révisé)
- 2010 :Bad Romance de Lady Gaga - France 2 (2010 : On a tout révisé)